# Luis Cané
Luis Cané (Mercedes, provincia de Buenos Aires, 1 de marzo de 1897 - Buenos Aires, 1 de marzo de 1957) fue un escritor, periodista y escribano argentino.
Se destacó como poeta, aunque también escribió prosa (Marido para mi hermanita y El amor de las muchachas) y teatro (Vanidad, La mujer que yo he soñado, y Un agujero para mirar el cielo, las tres estrenadas en el Teatro del Pueblo).
Debutó con Mal estudiante en 1925, donde desarrolla ya su estilo travieso, despreocupado, juvenil, adolescente. Con Romancero del Río de la Plata (1936), Cancionero de Buenos Aires (1937), y Nuevos romances y cantares de la colonia (1938), elabora una entrañable oda a Buenos Aires.
Escribió el muy conocido "Romance de la Niña Negra".
Su poesía estuvo influida por el Siglo de Oro español, sobre todo por Quevedo, Góngora y Lope de Vega.

### Prosa
- Marido para mi hermanita
- El amor de las muchachas
- Romance de la niña negra

### Teatro
- Vanidad
- La mujer que yo he soñado
- Un agujero para mirar el cielo
- ¡Yo quiero ser torero! (1931, con Óscar Rafael Beltrán)

### Poesía
- Mal estudiante (1925)
- Tiempo de vivir (1927)
- Romancero del Río de la Plata (1936)
- Cancionero de Buenos Aires (1937)
- Nuevos romances y cantares de la colonia (1938)
- Tu amor y veinte centavos (1945)